# Pascal Langdale
Pascal Langdale, właściwie Pascal Langlois (ur. 5 września 1973 w Brighton) – brytyjski aktor telewizyjny i filmowy. Podkładał głos Ethana Marsa w grze komputerowej Heavy Rain. Przez trzy lata studiował w Royal Academy of Dramatic Art. Osiedlił się w Toronto w Ontario w Kanadzie.

## Filmografia

### Filmy fabularne
- 2004: Upiór w operze (The Phantom of the Opera)[3] jako tancerz flamenco
- 2007: Super Comet: After the Impact jako narrator
- 2007: Gone for a Dance jako Antoine
- 2007: Steel Trap jako Robert
- 2008: Powrót pułkownika Sharpe’a (Sharpe’s Peril) jako major Joubert
- 2008: Cards on the Table jako David
- 2009: Morris: A Life with Bells On jako Preston Tannen

### Seriale TV
- 1999: The Scarlet Pimpernel[4] jako Armand St. Just
- 1999–2000: Lucy Sullivan wychodzi za mąż jako Daniel
- 2003: Komandosi (Ultimate Force) jako LeCompte
- 2006: Statyści (Extras) jako Mark
- 2007: Discovery 2057 jako Alain Degas
- 2009: Moja rodzinka (My Family) jako dorosły Kenzo
- 2009: Free Agents jako doktor
- 2009: Tajniacy (Spooks) jako Finn Lambert
- 2009: Lekarze (Doctors) jako Angus Warren
- 2010: Any Human Heart jako dr Roissansac
- 2012: Punkt krytyczny (Flashpoint) jako dr Sandy Applewhite
- 2014: Bitten jako Karl Marsten
- 2016: Between jako Dexter Crane

### Gry komputerowe
- 2007: ¡Venganza! jako Frank Iero (głos)
- 2010: Heavy Rain jako Ethan Mars (głos)
- 2011: Live and Rare jako Greg Heffley (głos)
- 2013: Raised by Raptors jako Craig Owens (głos)
- 2016: Like Phantoms, Forever jako Greg Heffley (głos)